# Мелотрия
Мело́трия (лат. Melothria) — род травянистых растений семейства Тыквенные (Cucurbitaceae), распространённый в тропических и субтропических регионах Америки.

## Ботаническое описание
Однолетние или многолетние травянистые лианы. Корни клубневидные. Листья цельные или лопастные.
Однодомные растения; цветки мелкие, с пятилопастным белым, жёлтым или оранжево-жёлтым венчиком; пестичные — одиночные, в пучках или щитковидных соцветиях, тычиночные — в кистях, реже пучками или по одному. Плоды — ягодообразные тыквины, от яйцевидных до шаровидных, вначале зеленоватые, часто полосатые или крапчатые, при созревании от жёлтых до оранжевых или пурпурно-чёрных, (0,8) 1—2,5 см, гладкие, нередко повислые. Семян 30—60, от яйцевидных до эллипсовидных, сжатые. x = 12.

## Таксономия
Melothria L., Sp. Pl. 1: 35 (1753).

### Синонимы
- Cladosicyos Hook.f. (1871)
- Corynosicyos F.Muell. (1876), nom. inval.
- Cucumeropsis Naudin (1866)
- Diclidostigma Kunze (1843)
- Harlandia Hance (1852)
- Landersia Macfad. (1837)
- Melancium Naudin (1861)
- Posadaea Cogn. (1890)

### Виды
Род включает 12 видов:
- Melothria campestris (Naudin) H.Schaef. & S.S.Renner
- Melothria cucumis Vell.
- Melothria dulcis Wunderlin
- Melothria hirsuta Cogn.
- Melothria longituba C.Jeffrey
- Melothria pendula L. typus[1] — Мелотрия повислая
- Melothria pringlei (S.Watson) Mart.Crov.
- Melothria scabra Naudin — Мелотрия шершавая
- Melothria schulziana Mart.Crov.
- Melothria sphaerocarpa (Cogn.) H.Schaef. & S.S.Renner
- Melothria trilobata Cogn.
- Melothria warmingii Cogn.

Виды Старого Света относятся к родам Mukia Arn., Solena Lour. и Zehneria Endl.